# Luoghi de I Simpson
Questa è una lista di luoghi e delle associazioni presenti nella popolare serie TV a cartoni animati I Simpson.
Alcuni di questi luoghi (come il Jet Market, la taverna di Boe, il Krusty Burger, la fabbrica Duff e il Picciotto Cicciotto) esistono e si trovano agli Universal Studios Florida di Orlando. 

## Luoghi principali

### Springfield
È la città in cui vivono i protagonisti della serie e dove avvengono la maggior parte delle azioni narrative. È stata fondata da un gruppo di pionieri il cui capo era Jebediah Springfield, dal quale la città prese il nome.

#### Krusty Burger
Il Krusty Burger è il nome sia di una catena di fast food che di un hamburger presenti a Springfield, il cui nome prende spunto da Krusty il Clown, protagonista di uno show per i bambini.
Il Krusty Burger è l'equivalente di un normalissimo hamburger; nella serie la catena di fast food di Krusty è l'analogo della catene McDonald's o Burger King. Spesso la famiglia Simpson va a pranzarci per la gioia di Bart e Homer. In questi fast food si servono carni che non sempre provengono da suini o bovini; per fare un esempio, in una puntata si scopre che un panino che provocava dipendenza era in realtà carne di rospo. In un episodio Homer, grazie all'ausilio di un paio di smart glasses, scopre che l'hamburger che ha ordinato è fatto in realtà di scarti di giornale. In un altro episodio il fast food viene chiuso dalla polizia, che fa uscire varie donne cinesi che accusano Krusty di averle attirate negli Stati Uniti con la promessa di un matrimonio. In una puntata della diciottesima stagione, si vede uno spezzone in cui Krusty non ha pagato il pizzo a Tony Ciccione per tenere alla larga da Springfield le catene rivali (nella fattispecie proprio McDonald's e Burger King). I cibi preparati in questi locali è spesso di qualità scadente e Krusty, essendone consapevole, sputa il morso dato al panino mentre registra gli spot in cui reclamizza la sua catena di fast food. 

#### Centrale nucleare di Springfield
La centrale nucleare è di proprietà del signor Burns ed è situata al numero 100 di Industrial Way (Via dell'Industria in italiano). L'impianto soddisfa interamente il fabbisogno energetico di Springfield, ma la trascuratezza di Burns e dei lavoratori spesso mette a rischio la sicurezza e l'ecologia della città.
La centrale viene gestita in maniera approssimativa, principalmente a causa della negligenza e dell'avarizia del signor Burns. Il cuore dell'impianto è un reattore che funziona nonostante 342 diverse violazioni alle norme di sicurezza. In un episodio viene stimato che mettere a norma il reattore costerebbe circa 56 milioni di dollari. In più occasioni vengono mostrati i problemi di sicurezza della centrale: vi sono ratti fosforescenti che corrono nei corridoi, tubi e bidoni che perdono liquido radioattivo, i rifiuti vengono smaltiti in un parco giochi, barre di plutonio usate come fermacarte, perdite delle torri di raffreddamento tappate con gomma da masticare, scheletri nelle fondamenta, false uscite di sicurezza dipinte sui muri e segnali di allarme ignorati dai dipendenti. Per queste ragioni la centrale ha rischiato più volte di collassare. Tra gli effetti collaterali della sua presenza in città ci sono le mutazioni di alcuni animali come un ragno gigante e un pesce con tre occhi.
Da considerare anche il fatto che Homer Simpson non lavora come un semplice dipendente, ma è l'ispettore alla sicurezza nel settore 7-G, pur non avendo nessuna qualifica, provocando spesso più guai quando finge di lavorare al pannello di controllo che quando si assenta dal lavoro. Difatti, nella puntata Il nemico di Homer, Lenny e Carl affermano di avere un master in fisica nucleare, mentre per Homer non è stato necessario: gli è bastato presentarsi il giorno dell'inaugurazione. D'altro canto, nemmeno il signor Burns sembra avere in realtà grande conoscenza in materia, difatti in una puntata in cui il reattore è sul punto di collassare, Burns ode l'allarme e osserva il pannello di controllo ma non capisce cosa stia succedendo finché non interviene Smithers Sr. (il padre dell'attuale Smithers e allora assistente di Burns).
I lavoratori alla centrale tuttora conosciuti sono:
- Montgomery Burns: proprietario della centrale
- Waylon Smithers: assistente di Burns
- Homer Simpson: addetto alla sicurezza del settore 7-G
- Charlie: lavoratore
- Lenny Leonard: lavoratore
- Carl Carlson: lavoratore
- Frank Grimes: lavoratore deceduto, apparso soltanto nella puntata Il nemico di Homer e morto toccando dei fili elettrici scoperti in un momento di pazzia
- Mindy Simmons: lavoratrice giovane e affascinante. Si innamora di Homer ma egli decide di troncare ogni loro rapporto.[4] Come verrà raccontato da Homer in un episodio successivo, Mindy verrà licenziata a causa dei problemi con l'alcol.[5]

#### Taverna di Boe
La Taverna di Boe, o più semplicemente Da Boe (Moe's), è un locale gestito da Boe Szyslak, un uomo depresso e brutto, che cerca periodicamente di togliersi la vita (di solito nel periodo delle feste natalizie) o di trovare moglie. Questo locale viene rappresentato come il ritrovo abituale di Homer, Lenny, Carl, Barney, Sam e Larry che parlano dei loro problemi bevendo birra. Le condizioni igieniche del bar sono tali che talvolta vi compaiono topi, ratti, scarafaggi o nell'episodio Bart si vende l'anima, una delle figlie del Dottor Hibbert si lamenta dell'intenso odore di urina che si avverte nel bar. In I ragazzi stanno litigando sì scopre che l'illuminazione e talmente pessima che funziona come camera oscura se viene spenta la luce, mentre in il peggior episodio mai visto si scopre che i liquori che si vedevano sullo sfondo sono dipinti. Il locale è inoltre centro di azioni illegali o malavitose: partite di poker della Mafia, roulette russa con soldati vietnamiti, detenzione di animali protetti come panda e un'orca (catturati per essere rivenduti al mercato nero), un personaggio nascosto in una botola sotto il bancone, incontri di boxe, bische clandestine, vendita di alcolici senza licenza ed esercizio abusivo dell'attività di chirurgo all'interno del locale.
È stato ristrutturato molte volte, ogni volta cambiando completamente il target di clienti del locale: in Flambé Boe (The Flaming Moe's), un ristorante per famiglie dal nome La mangiatoia per famiglie di zio Boe (Uncle Moe's Family Feedbag) e nel postmoderno bar B (M) in alcune puntate. Durante il proibizionismo degli alcolici a Springfield, gli interni vengono camuffati appena si presentano forze dell'ordine, trasformandolo in negozio di animali, e nell'episodio Imbroglio imbrogliato, a causa di un incendio che ha distrutto il locale, il bar è stato spostato a casa di Homer.
Inoltre diventa anche un negozio di sigari, in un episodio che racconta della gioventù di Homer.
Nel bar è presente una finestra, nascosta dallo sporco, che si affaccia su un parco giochi. Il numero di telefono del locale è 76484377 (che corrisponde, sulla tastiera di un telefono a toni, alla parola "Smithers").

#### Scuola elementare
La Scuola Elementare è una scuola particolare e bizzarra presente nella città di Springfield, gestita dal direttore Seymour Skinner, dove studiano Bart, Lisa e i loro amici. La scuola ha due piani, ed è dotata della mensa e di una palestra, che spesso funge anche da auditorium sebbene in altri episodi, appare una vera e propria aula magna. Nelle prime stagioni c'è un campanile in cima alla scuola. La mascotte della scuola è un puma, apparso in alcuni episodi.
La scuola è un'evidente satira al sistema scolastico pubblico americano: il più delle volte appare mal gestita, scarsamente finanziata e in condizioni economiche disastrose (nell'episodio Lisa Dieci e Lode della decima stagione, viene detto che in passato venne eletta "la scuola più disastrosa del Missouri", prima di essere smontata e trasferita a Springfield), gli insegnanti appaiono spesso svogliati e poco motivati (nell'episodio Lisa la Vegetariana della settima stagione, viene mostrato come ogni stanza possiede un allarme che segnala alla stanza del direttore la presenza di "pensiero indipendente", segno che gli studenti sono "troppo stimolati") e spesso intere materie vengono tolte per mancanza di fondi; inoltre in mensa si serve del cibo di seconda scelta (come carne di animale da circo) mischiato spesso con immondizia (è possibile trovare animali morti o oggetti come batterie e ami da pesca).
Gli studenti e il corpo scolastico è composto da:
Studenti
- Bart Simpson
- Lisa Simpson
- Milhouse Van Houten
- Nelson Muntz
- Martin Prince
- Ralph Winchester
- Secco Jones
- Patata
- Spada
- Sherri e Terri
- Database
- Wendell Borton
- Üter Zörker
- Janey Powell

Corpo insegnanti
- direttore Seymour Skinner
- maestra Edna Caprapall (insegnante di Bart)
- maestra Elizabeth Hoover (insegnante di Lisa)
- Dewey Largo (insegnante di musica)

Altri lavoratori
- Sovrintendente Chalmers
- giardiniere Willie
- autista Otto Mann
- Cuoca Doris

#### Jet Market

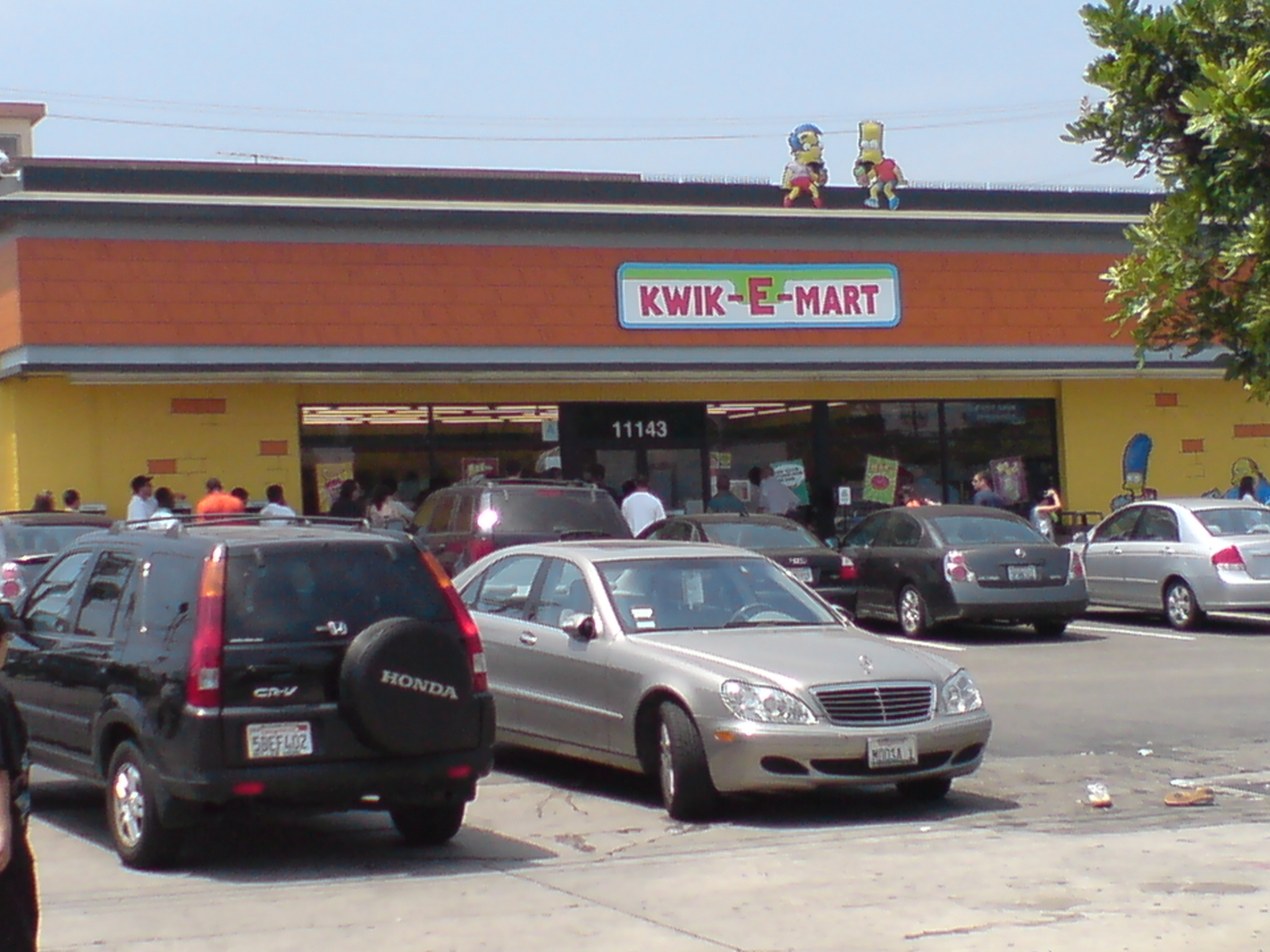
Un Jet Market a Culver City in California

Il Jet Market (Kwik-E-Mart in originale) è un convenience store presente nella città di Springfield.
È il supermercato in cui lavorano Apu Nahasapeemapetilon e il fratello Sanjay Nahasapeemapetilon. Fa parte di una catena più vasta con sede in India, da qualche parte sull'Himalaya, e di proprietà di un guru. Il Jet Market è spesso soggetto a rapine da parte di Serpente o di saccheggio da parte dei bulli locali; inoltre i prodotti venduti non sono sempre salutari, poiché Apu mette in vendita cibo scaduto da lunghi periodi modificando le effettive date di scadenza. Se il pessimo stato di conservazione è evidente, Apu deprezza i prodotti e li presenta come "offerte speciali", certo di riuscire a fare colpo perlomeno su Homer Simpson.

#### Mancinorium
Il Mancinorium, chiamato in alcune puntate Sinistrorium (in originale Leftorium), è un negozio per mancini di proprietà di Ned Flanders, situato all'interno del Centro Commerciale di Springfield. Il negozio è di proprietà di Ned Flanders che ha lasciato il suo lavoro come impiegato per una compagnia farmaceutica e ha aperto il Mancinorium. Il negozio ha rischiato subito di fallire, ma grazie al passaparola di Homer (che conosce molti mancini come ad esempio Boe o Montgomery Burns) il negozio è rimasto aperto.
Il Mancinorium è stato anche saccheggiato da una folla, dopo che un uragano ha colpito Springfield. Il Mancinorium ha continuato ad operare con profitto, ma ci sono stati episodi in cui Flanders ha detto che il negozio non va molto bene a causa delle concorrenza di un supermercato per mancini. Una volta Ned ha dichiarato che ha comprato molti dei suoi prodotti per non fallire.

#### 742 Evergreen Terrace
742 Evergreen Terrace è l'indirizzo di Springfield in cui abitano i protagonisti della serie, ovvero Homer, Bart, Marge, Lisa e Maggie.
C'è da dire però che questo dato è contraddittorio, come ad esempio nell'episodio La nuova ragazza del quartiere, in cui Bart cita il suo indirizzo di casa come il numero 1094 di Evergreen Terrace.

### Shelbyville
Shelbyville è la città rivale di Springfield. In essa sono presenti vari prodotti e locali che presentano nomi simili a quelli di Springfield: per esempio la birra che si trova in commercio a Shelbyville è la Fudd, la rivale della Duff, e la taverna locale si chiama "Da Joe" (il contrario della taverna di Springfield "Da Boe").
La rivalità risale al tempo dei pionieri, quando un gruppo di persone, per aver male interpretato un passo della Bibbia, va alla ricerca della "Nuova Sodoma". Il gruppo di pionieri è guidato da Jebediah Springfield e da Manhattan Shelbyville, che litigarono sulla legittimità di sposare le proprie cugine. I sostenitori della libertà di sposare cugini andarono con Shelbyville e fondarono l'omonima città, mentre gli altri seguirono Springfield, che fondò la città dove attualmente vivono i protagonisti della serie.
Shelbyville compare per la prima volta nella puntata Limone di Troia. In questa puntata alcuni ragazzi di Shelbyville rubano un albero di limoni (simbolo di Springfield) che viene recuperato da Homer. Nell'episodio Occhio per occhio, dente per dente, nonno Simpson afferma che quando lui era giovane, Shelbyville era chiamata Morganville, anche se non è possibile stabilire la veridicità di questa informazione, dal momento che il più delle volte racconta storie sconclusionate. Shelbyville è nominata raramente e si vede molto di rado. Dovrebbe essere una città medio-piccola come Springfield, e molti abitanti si assomigliano, come ad esempio il barista, che è quasi identico a Boe Szyslak. Gli antenati di Marge si trovarono a scegliere tra Springfield e Shelbyville come città in cui andare a vivere, invece in altri episodi si afferma che essi dovettero scegliere tra Springfield e Puzzemburg. In una puntata, gli abitanti di Shelbyville, per ripicca, hanno avvelenato con LSD l'acquedotto di Springfield, causando visioni ai suoi abitanti.
Così come a Springfield si trova una statua dedicata a Jebediah riguardante la famosa uccisione dell'orso, a Shelbyville è presente una statua dedicata a Manhattan Shelbyville. Questa ritrae il fondatore della cittadina sorridente assieme a due donne anch'esse sorridenti (probabilmente sue cugine) in atteggiamenti equivoci.
In alcune puntate Shelbyville viene descritta come più sofisticata dal punto di vista culturale di Springfield, e dotata di un sistema scolastico e sanitario più efficiente.
Nell'episodio dal titolo 24 minuti, Shelbyville esplode, dopo che il governo, vittima di uno scherzo telefonico da parte di Bart, voleva piazzare una bomba a Springfield per raderla al suolo, ma sbagliò la posizione del bersaglio colpendo appunto Shelbyville. Non essendo tuttavia l'episodio considerato canonico, Shelbyville rimane intatta nella serie regolare.

### Capitol City
Capitol City è la capitale dello stato in cui si trovano Springfield e Shelbyville, nonché la città più grande e popolosa. Appare diverse volte nella serie, ed è la rappresentazione della tipica metropoli americana come New York, Chicago, e Los Angeles vista dagli occhi degli abitanti di provincia. Viene soprannominata la "Piccola Mela".